# Talulah Riley
Talulah Jane Riley-Milburn (Hertfordshire, Inglaterra, 26 de septiembre de 1985) es una actriz británica.

## Biografía
Su papel más destacado ha sido como protagonista de las películas St Trinian's y St. Trinian's II: The Legend of Fritton's Gold, en donde encarna a Annabelle Fritton.

## Vida personal
En 2008, Riley comenzó a salir con Elon Musk; se casaron en la Catedral de Dornoch en Escocia en 2010. En enero de 2012 Musk rompió la relación, y pidió el divorcio en marzo de 2012.
En julio de 2013 se volvieron a casar. En diciembre de 2014, Musk pidió el divorcio pero luego retiró la petición. Después de vivir separados durante seis meses, Riley pidió el divorcio por segunda vez en marzo de 2016. El divorcio tuvo lugar finalmente en octubre de 2016.
En julio de 2022 se hizo pública su relación con Thomas Brodie-Sangster, su compañero de reparto en Pistol. Un año después, en julio de 2023, se hizo público su compromiso. Se casaron en junio de 2024.

## Filmografía
Películas:
| Año  | Título                                         | Personaje             | Notas                                                                |
| ---- | ---------------------------------------------- | --------------------- | -------------------------------------------------------------------- |
| 2003 | Poirot: Five Little Pigs                       | Angela Warren         |                                                                      |
| 2005 | Orgullo y prejuicio                            | Mary Bennet           |                                                                      |
| 2006 | Marple: The Moving Finger                      | Megan Hunter          |                                                                      |
| 2007 | St Trinian's                                   | Annabelle Fritton     | junto a Gemma Arterton, Rupert Everett & Colin Firth.                |
| 2007 | Friends Forever                                | Grace                 | Cortometraje                                                         |
| 2007 | Wilder                                         | Carro                 |                                                                      |
| 2008 | Phoo Action                                    | Lady Elenor Rigsby    | Producción cancelada                                                 |
| 2008 | The Gemma Factor                               | Nell                  | Piloto                                                               |
| 2009 | The Boat That Rocked                           | Marianne              |                                                                      |
| 2009 | The Summer House                               | Jane                  | Cortometraje                                                         |
| 2009 | St. Trinian's II: The Legend of Fritton's Gold | Annabelle Fritton     | junto a Rupert Everett, Gemma Arterton, Colin Firth & David Tennant. |
| 2010 | Inception                                      | Chica rubia en el bar |                                                                      |
| 2010 | Love & Distrust                                | Jane                  | Compilación de cortometrajes                                         |
| 2011 | The Dilemma                                    | Modelo                |                                                                      |
| 2012 | The Knot                                       | Alexandra             |                                                                      |
| 2012 | White Frog                                     | Ms. Lee               |                                                                      |
| 2012 | The Liability                                  | Chica                 |                                                                      |
| 2012 | Transmission                                   | Emily Ross            |                                                                      |
| 2013 | In a World...                                  | Pippa                 |                                                                      |
| 2013 | Thor: The Dark World                           | Cameo como enfermera  |                                                                      |
| 2016 | Submerged                                      | Jessie                |                                                                      |
| 2020 | Bloodshot                                      | Gina DeCarlo          |                                                                      |

Series de Televisión:
| Año           | Título                   | Personaje         | Notas       |  |
| ------------- | ------------------------ | ----------------- | ----------- |  |
| 2003          | Agatha Christie's Poirot | Joven Angela      | 1 episodio  |  |
| 2006          | Marple                   | Megan Hunter      | 1 episodio  |  |
| 2007          | Nearly Famous            | Lila Reed         | 6 episodios |  |
| 2008          | Doctor Who               | Miss Evangelista  | 2 episodios |  |
| 2016-presente | Westworld                | Angela            |             |  |
| 2022          | Pistol                   | Vivienne Westwood | 6 episodios |  |